# Johan Skinkel (generalmajor)
 Der er flere personer med dette navn, se Johan Skinkel (viceadmiral).
Johan Skinkel (1730 – 1790) var en dansk officer og sidste mand af slægten Skinkel (med liljen).
Han var søn af officeren Niels Juel Skinkel og Anne Elisabeth von der Maase og endte sin karriere som generalmajor.